# N̨
N̨ (minuscule : n̨), appelé N ogonek, est un graphème utilisé dans la romanisation de l’avestique.
Il s'agit de la lettre N diacritée d'un ogonek.

## Utilisation
Le tchétchène a utilisé la lettre N ogonek ‹ N̨, n̨ ›, comme forme alternative du N cramponé ‹ Ꞑ ꞑ ›, dans son alphabet latin des années 1920.

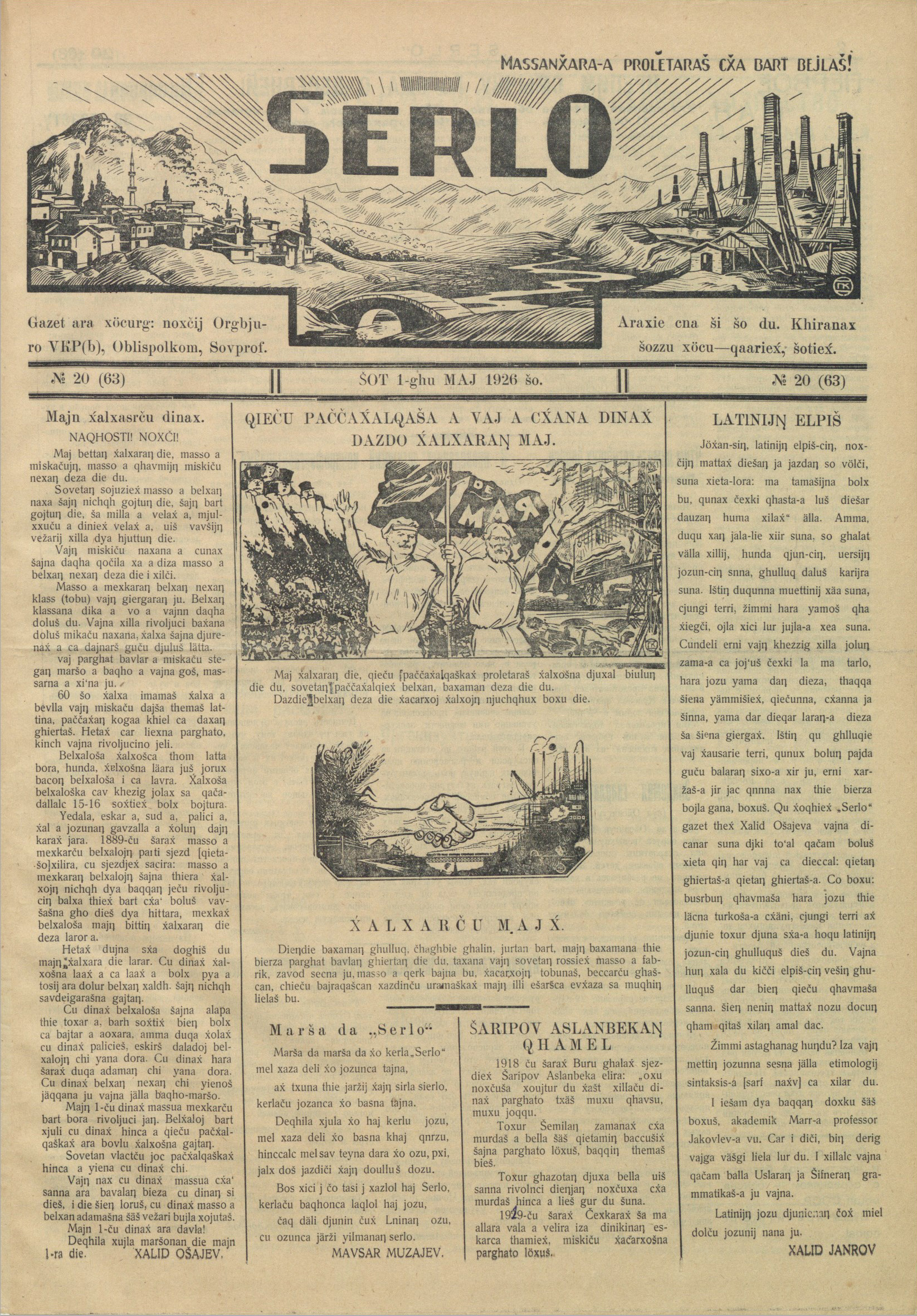
Journal tchétchène Serlo de 1926, utilisant n̨.

## Représentations informatiques
Le N ogonek peut être représenté avec les caractères Unicode suivants :
- décomposé (latin de base, diacritiques) :

| formes    | représentations | chaînes de caractères | points de code | descriptions                                 |
| --------- | --------------- | --------------------- | -------------- | -------------------------------------------- |
| capitale  | N̨               | N◌̨                    | U+004E U+0328  | lettre majuscule latine n diacritique ogonek |
| minuscule | n̨               | n◌̨                    | U+006E U+0328  | lettre minuscule latine n diacritique ogonek |

## Sources
- « Sierra de Juárez Zapotec written with Latin script zaa-Latn », sur ScriptSource
- (et) Kaja Teder, Idasetu sõnavara, Tartu Ülikool (lire en ligne)